# Jeiăn

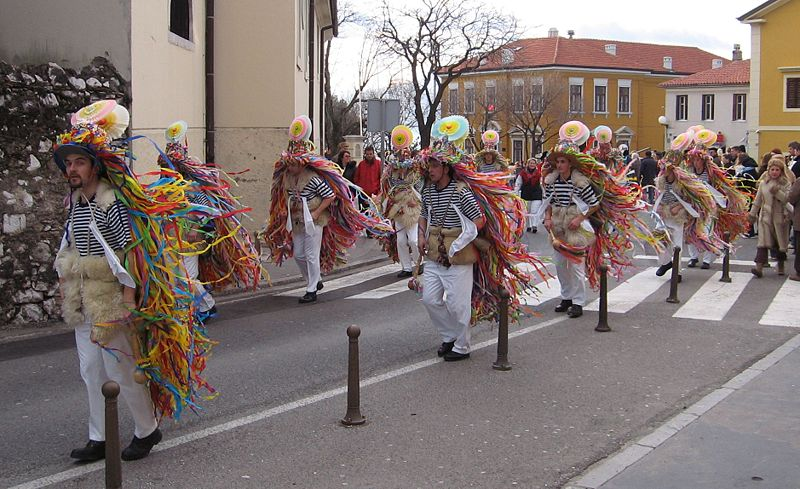
Carnavalul istroromânilor din Jeiăn în Rijeka

Jeiăn (în croată Žejane) este un sat în nord-estul peninsulei Istria, Croația locuit de istroromâni.